# Cerkiew św. Michała Archanioła w Mielnowie
Cerkiew św. Michała Archanioła w Mielnowie – murowana filialna cerkiew greckokatolicka, znajdująca się w Mielnowie.
Na początku 1893 budowę cerkwi w Mielnowie (jako filialnej dla cerkwi w Olszanach) wsparł Mieczysław Paszkudzki kwotą 500 zł. i materiałem o wartości ok. 300 zł.. 
Cerkiew została zbudowana w latach 1898–1908 w miejscu starszej drewnianej cerkwi. Należała do parafii greckokatolickiej w Olszanach.
Po wojnie cerkiew użytkowana była przez kościół rzymskokatolicki jako kościół filialny pw. Narodzenia Najświętszej Maryi Panny parafii św. Marcina w Krasiczynie.

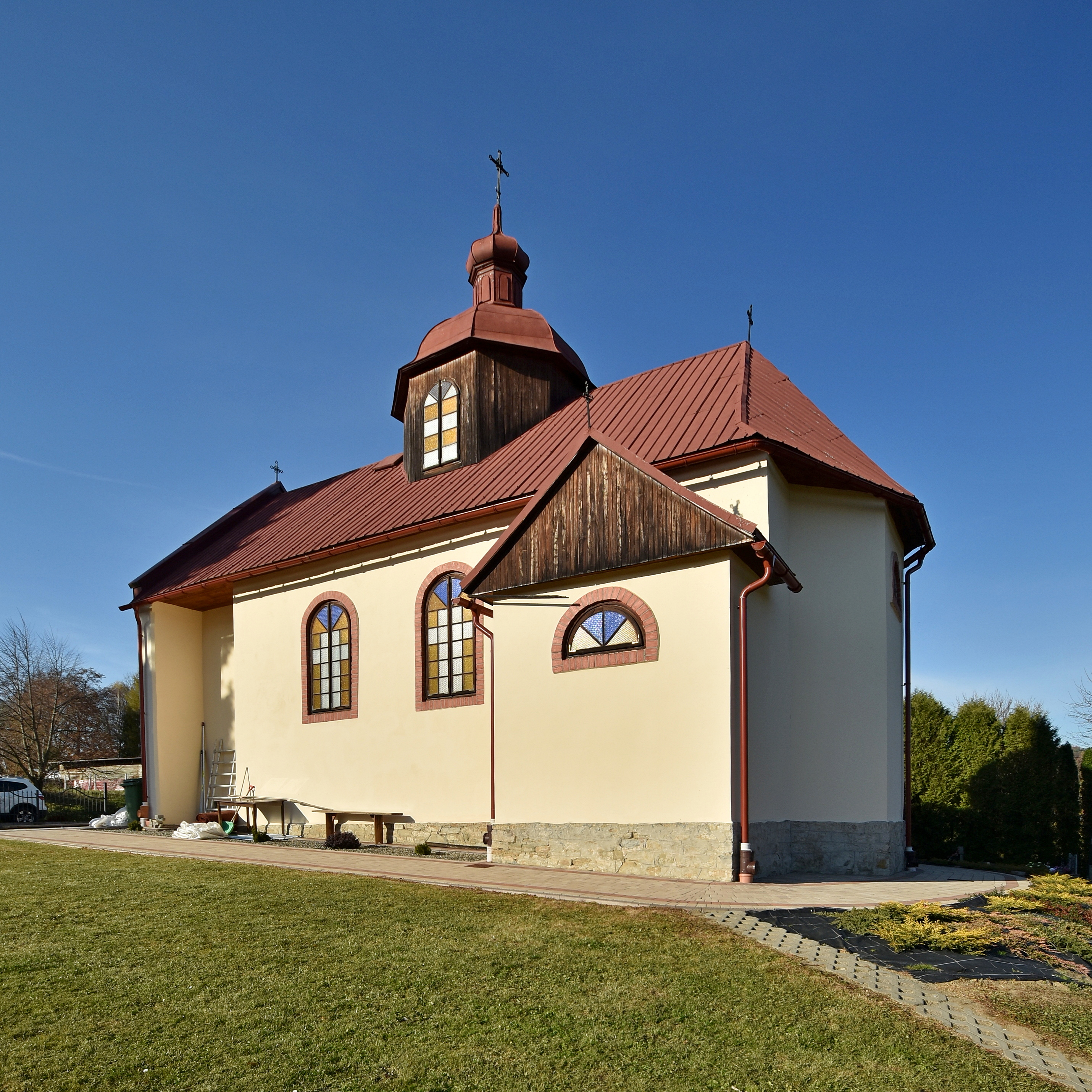
Elewacja boczna
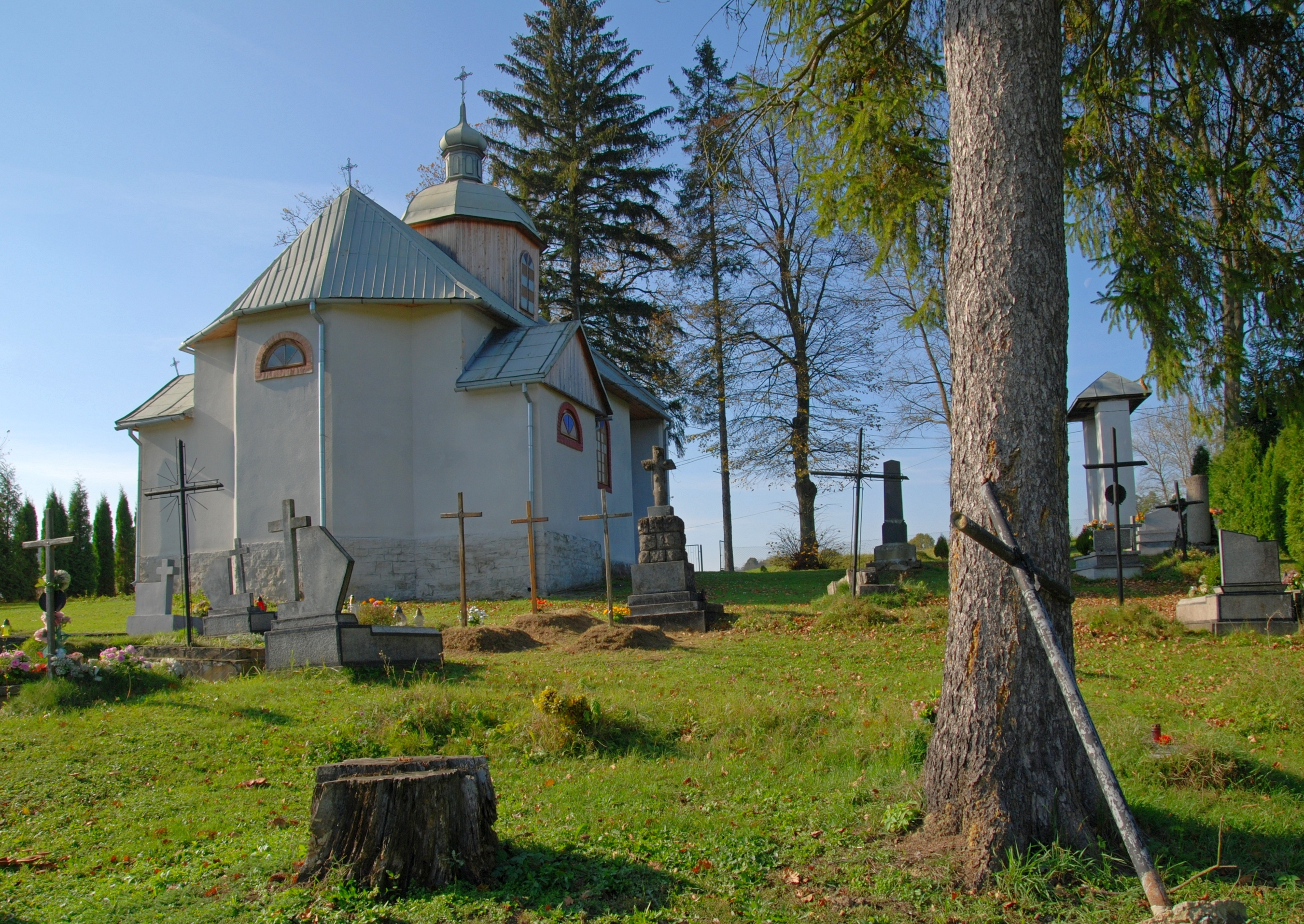
Widok od strony prezbiterium
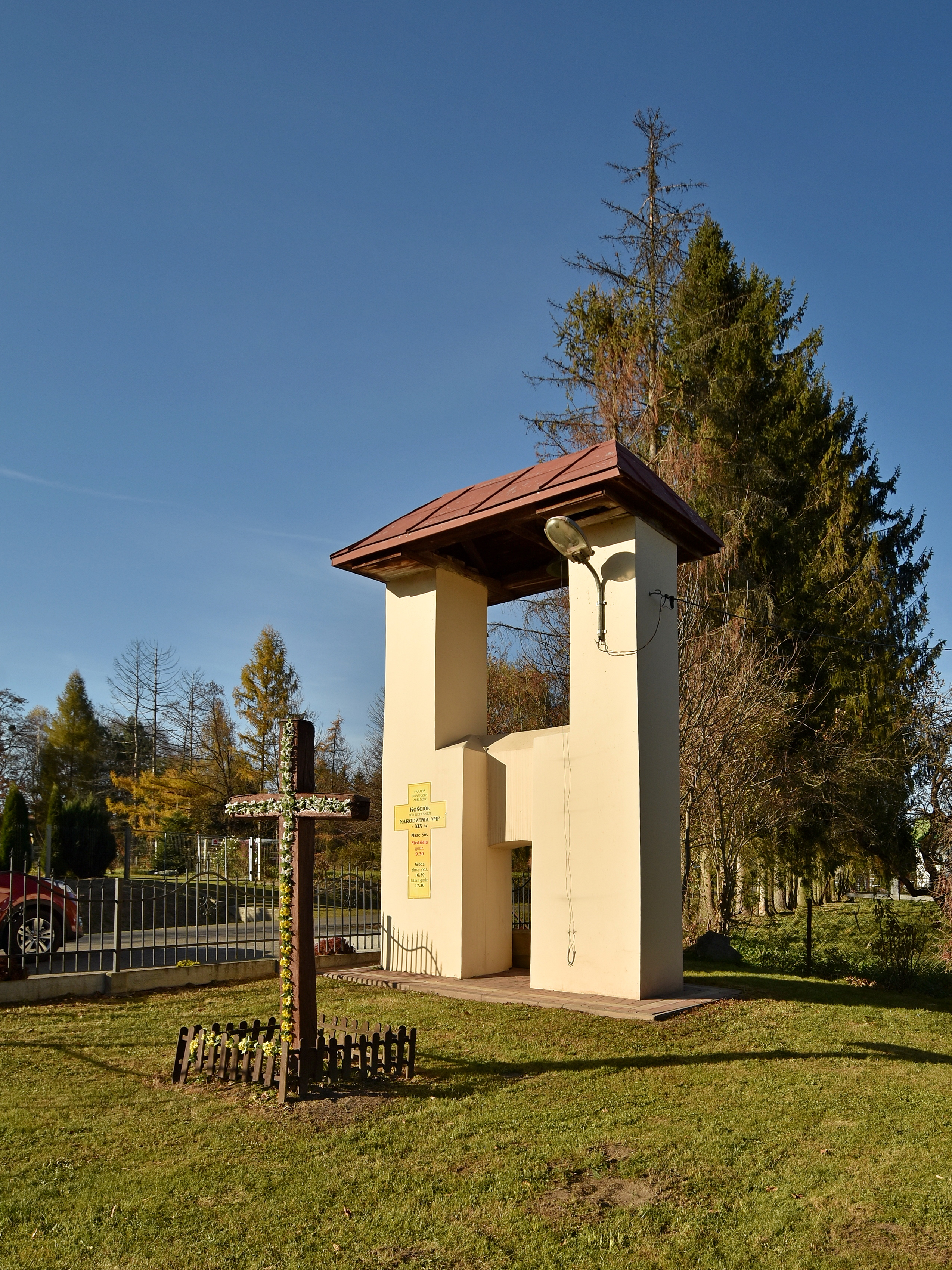
Dzwonnica